# Coniocompsa mahunkai
Coniocompsa mahunkai is een insect uit de familie van de dwerggaasvliegen (Coniopterygidae), die tot de orde netvleugeligen (Neuroptera) behoort. 
De wetenschappelijke naam Coniocompsa mahunkai is voor het eerst geldig gepubliceerd door Sziráki in 2001.